# روبن دوآرته
روبن دوآرته (انگلیسی: Rubén Duarte؛ زادهٔ ۱۸ اکتبر ۱۹۹۵) یک بازیکن فوتبال اهل اسپانیا است که در پست دفاع وسط و دفاع چپ برای اسپانیول در لا لیگا بازی می‌کند.
وی در می ۲۰۱۵ برای بازی دوستانه مقابل کاستاریکا و بازی مقابل بلاروس در مقدماتی جام ملت‌های اروپا ۲۰۱۶ به تیم ملی فوتبال اسپانیا دعوت شد.